# Citrullus colocynthis
Citrullus colocynthis, llamado comúnmente coloquíntida o tuera, es una planta nativa del norte de África, Nubia y Egipto que se ha extendido por la cuenca del mediterráneo, llegando por el este hasta Ceilán.

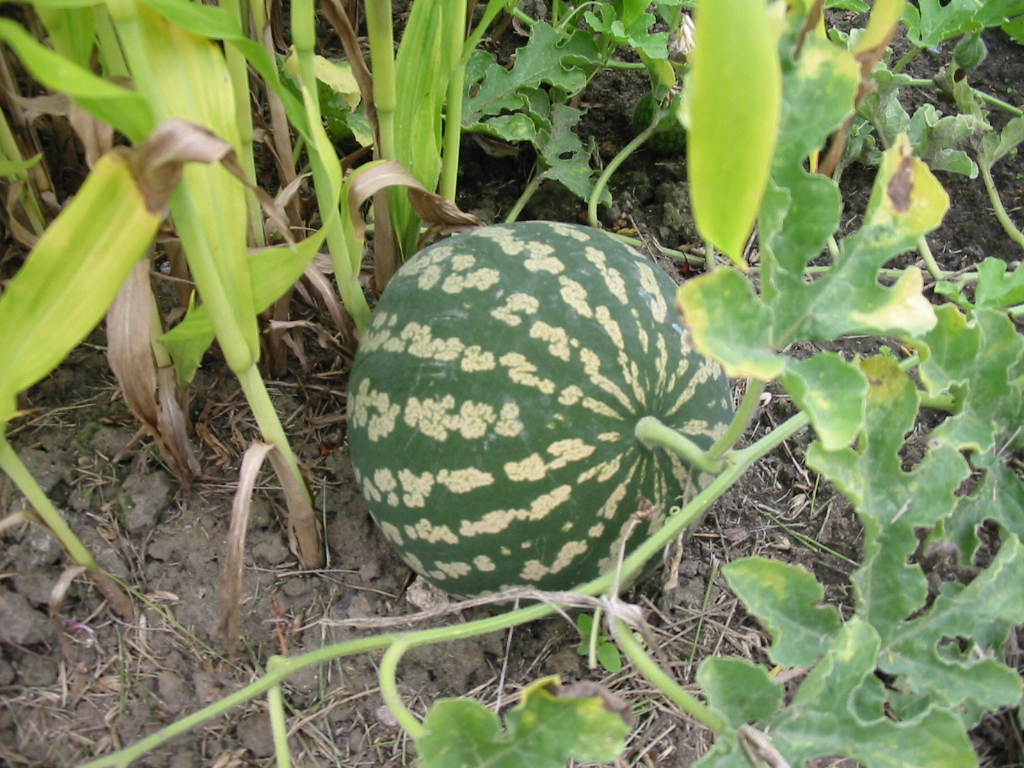
Fruto

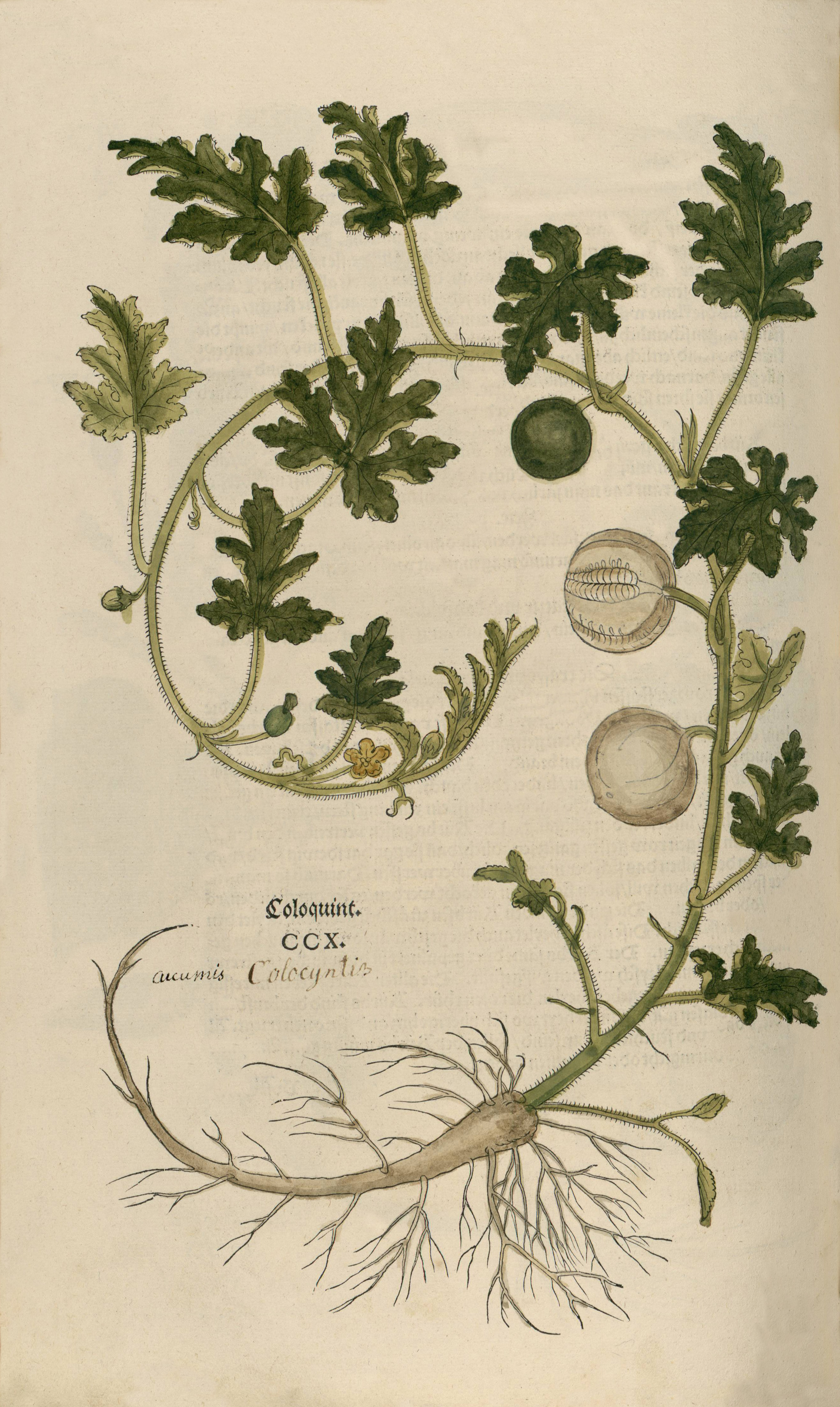
Ilustración

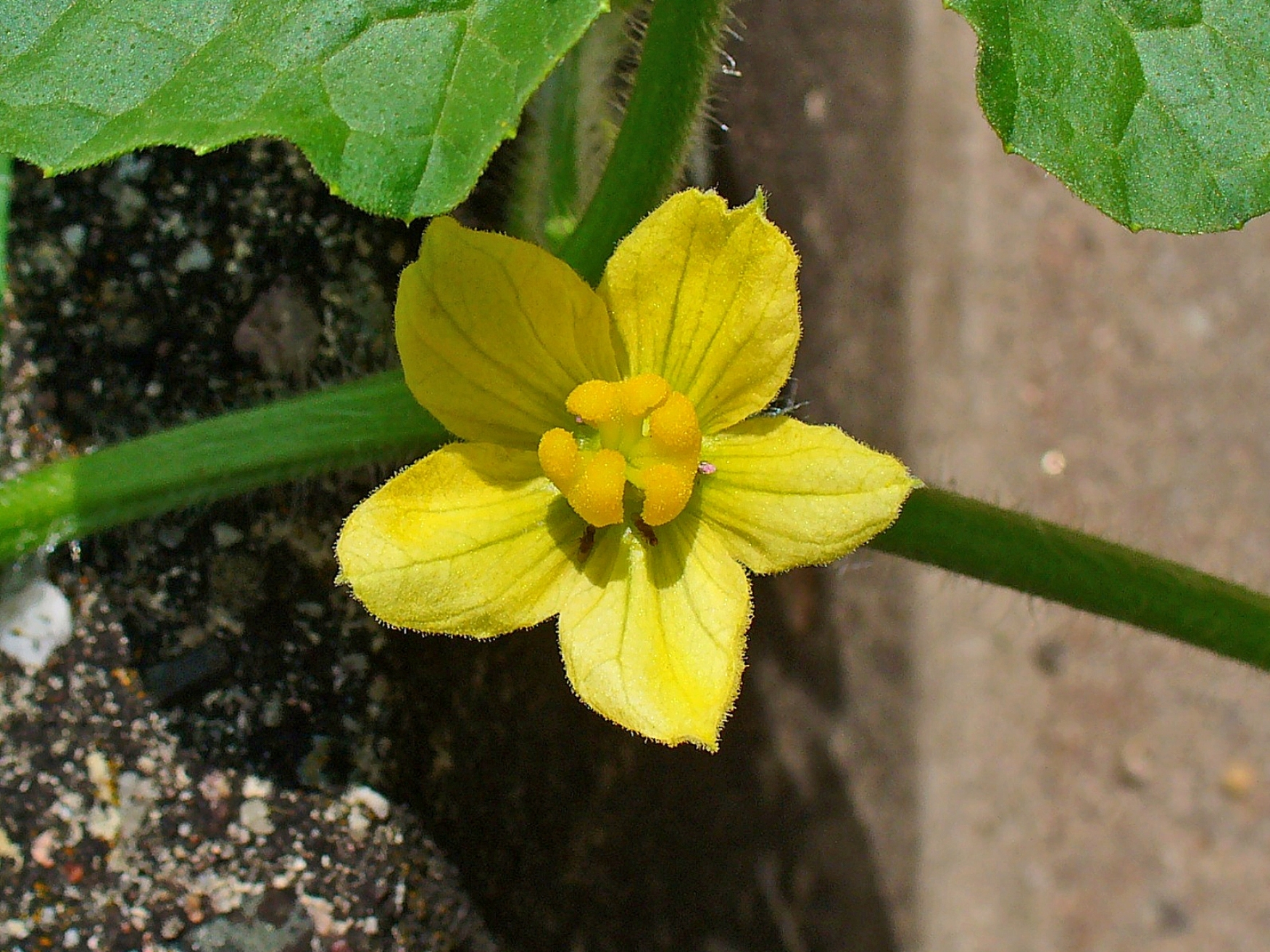
Detalle de la flor

## Características
Es una planta trepadora con tallo piloso y rugoso que se agarra con zarcillos. Las hojas son palmeadas lobuladas, alternas y con largos peciolos. Las flores, monoicas y  solitarias, son de color amarillo y con pedúnculo, tienen una corola, de cinco pétalos, en forma de campana.

## Historia
El uso medicinal de la coloquíntida es viejo, como lo demuestra su presencia en la Capitulare de villis vel curtis imperii, una orden emitida por Carlomagno que reclama a sus campos para que cultiven  una serie de hierbas y condimentos incluyendo "coloquentida" identificada actualmente como Citrullus colocynthis.

## Propiedades
- Purgante drástico. No usado porque daña la mucosa intestinal.
- Estimula la secreción biliar.
- Purgante violento, emenagogo, abortivo.[1]

Es un fuerte purgante y permite liberar el intestino del estreñimiento. 
Es citada por Miguel de Cervantes: «Y cómo si queda lo amargo, respondió la condesa, que en su comparación son dulces las tueras y sabrosas las adelfas» (Don Quijote de La Mancha II parte, cap. 39).

## Ecología
La coloquinta es una planta nativa de las áreas secas del norte de África, siendo común para todo el Sahara, zonas de Marruecos, Egipto y Sudán, expandiéndose por todo Irán hasta la India y otras partes de Asia tropical. Ha sido conocida desde tiempos bíblicos y cultivada en la región mediterránea, especialmente en Chipre y la India por mucho tiempo. Fue introducida en España por los árabes.
Es una planta rural que vive en los campos, cultivos, cunetas... Soporta condiciones de fuerte sequía y un cierto grado de salinidad. La coloquinta tolera precipitaciones anuales desde 3,8 hasta 42,9 litros, temperaturas anuales desde 14,8 hasta 27,8 °C y pH de 5,0 a 7,8.[cita requerida]

## Taxonomía
Citrullus colocynthis fue descrita por Linneo Schrad.  y publicado en Linnaea 12(4): 414. 1838.
Etimología
Citrullus: nombre genérico que es diminutivo latino de Citrus y que posee un olor y sabor similar.
colocynthis: epíteto que deriva del griego kolokunthis que significa  "redondeada calabaza".
Sinonimia
Citrullus colocynthis subsp. insipidus (Pangalo) Fursa
Citrullus colocynthis subsp. stenotomus (Pangalo) Fursa
Citrullus colocynthis var. stenotomus Pangalo
Citrullus colocynthis var. insipidus Pangalo
Citrullus pseudocolocynthis (Wender.) M.J.Roem.
Citrullus vulgaris var. colocynthoides Schweinf. 
Colocynthis officinalis Schrad.
Colocynthis vulgaris Schrad.
Cucumis colocynthis L.
Cucumis pseudocolosynthis Wender.

## Nombres comunes
- Castellano: alcama, alcoma, alhandal, alhondal, calabacilla salvaje, colocíntida, coloquintida, coloquíntida, coloquíntida (fruto), hiel de la tierra, la tuera, manzana amarga, manzana de Adán, tuera, tuera amarilla, tuera oficinal, tuera rayada, tuero.[6]